# 진천 농다리
진천 농다리(鎭川 籠橋)는 충청북도 진천군 문백면 구산동리 굴티마을 앞을 흐르는 세금천에 놓여 있는 다리이다. 1976년 12월 21일 충청북도의 유형문화재 제28호 진천농교(鎭川籠橋)로 지정되었으나, 2013년 1월 18일 현재의 문화재 명칭으로 변경되었다.

## 역사
농다리는 문헌에 따르면 "고려 초 임장군이 세웠으며, 붉은 돌로써 음양을 배치하여 28수에 따라 28칸으로 지었다"고 기록되어 있다. 1976년 12월 21일 충청북도 유형문화재 28호로 지정되었다. 원래 28칸의 교각으로 되어 있었으나 세월이 지나며 교각이 유실 돼 24칸이 남아있던 것을 2008년 28칸으로 복원하는 사업이 진행되어 2018년 현재 28칸으로 보존되고 있다.
건설교통부의 한국의 아름다운 길 100선에도 뽑혔으며, 행정자치부와 국가 균형발전위원회가 주최한 제 1회 살기 좋은 지역만들기 지역자원 경연대회에서 우수 지역자원 100선 중 하나로 선정되었다. 그 외에도 《대추나무 사랑걸렸네》, 《모래시계》 등의 드라마 촬영지로도 쓰였다.
2017년 7월 16일 충북지역 기습 폭우로 일부가 유실 및 손실되었다.

## 구조
구곡리 굴티마을 앞을 흐르는 세금천에 놓여 있는 다리로, 독특한 모습이 눈에 띈다.
다리는 작은 돌을 물고기 비늘처럼 쌓아 올린 후, 지네모양을 본떠 길게 늘여 만들어졌으며, 총 28칸의 마디모양으로 이루어져 있다. 돌을 쌓아올릴 때에는 석회 등을 바르지 않고 그대로 쌓았다 하는데, 폭이 1m도 채 되지 않는 다리임에도 장마 등에 의해 떠내려가지 않고 그대로 버티고 있어, 그 튼튼함을 여실히 보여준다. 옛날에는 어른도 서서 다리 밑을 통과할 만큼 높았다고 하나 지금은 하천바닥이 많이 높아져 원래의 모습을 확인하기 어렵다.
총 길이 93.6m, 폭 3.6m, 교각 높이 1.2m이다. 교각 사이의 경간장은 0.8m 정도다. 교각 위의 상판은 길이 170cm, 너비 80cm, 두께 20cm의 돌 1개 또는 길이 130cm, 너비 60cm, 두께 16cm의 돌 2개를 얹었다. 따로 돌들 사이의 접착을 위해 석회를 바르지 않고 쌓은 구조물이다. 돌들은 강바닥 아래에서 위로 갈수록 폭이 좁아지는데 이를 통해 서로 맞물려 하천의 빠른 유속을 버틸 수 있다. 또한 돌들은 자성을 띠어 현대까지 비교적 잘 유지되어오고 있다.

## 기록
진천 농교는 1932년 발행된 향토지 《상산지》(常山誌), 1910-1937년 사이에 작성된 《조선환여승람》(朝鮮寰輿勝覽)의 기록에 의하면 '고려초 임장군이 축조하였다'고 기록되어 있어 천여년 세월을 버텨온 돌다리이며, 과학적 공법의 우수함을 짐작하게 할 만큼 특이한 양식으로 짜여진 이 다리는 전국적으로 그 비슷한 예를 찾아볼 수 없는 소중한 문화재라 할 수 있다.

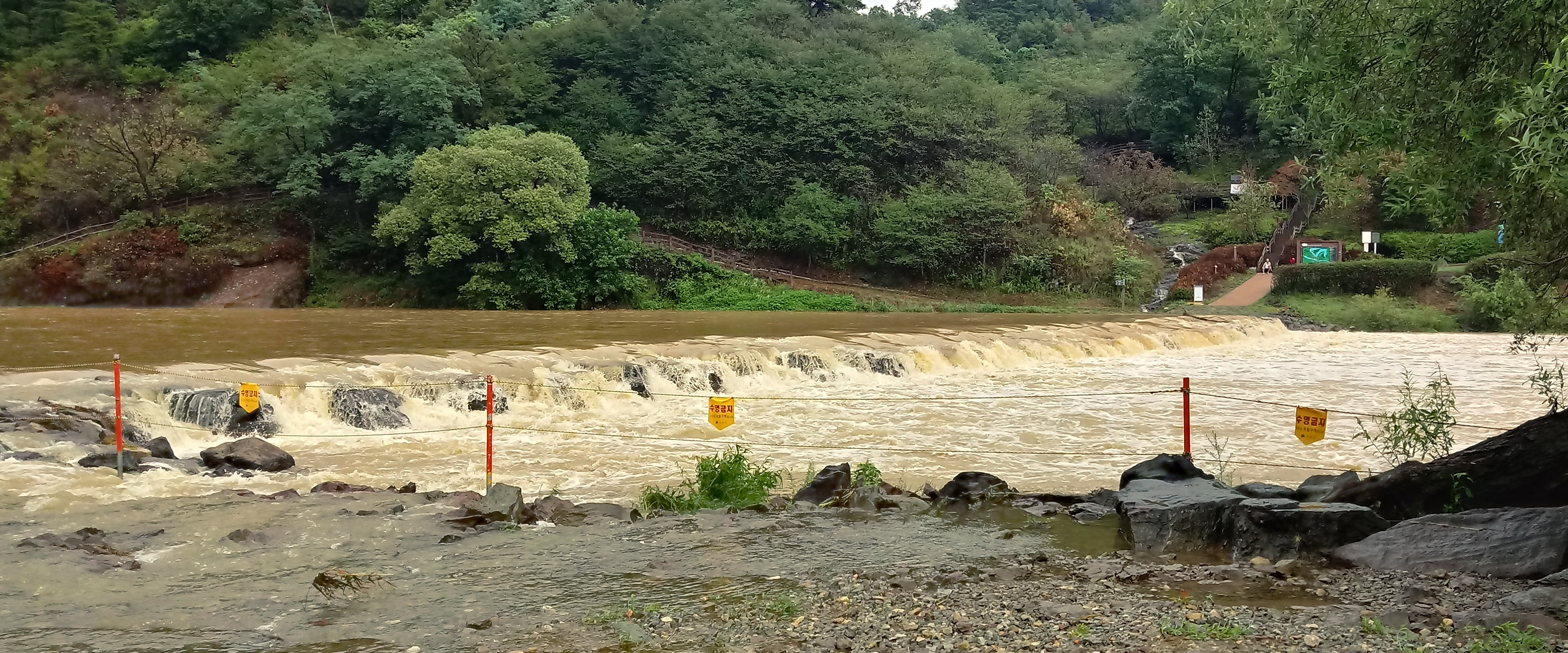
2018년 8월 28일 침수된 농다리

## 같이 보기
- 농다리로 - 이를 바탕으로 하는 관련 도로명